# Defending Your Life
Defending Your Life (bra: Um Visto para o Céu) é um filme estadunidense de 1991, do gênero comédia dramático-romântico-fantástica, escrita e dirigida por Albert Brooks.
Conta a história de um homem que, após a morte, deve se defender de algumas faltas importantes que cometeu em vida, principalmente por terem sido comandadas pelo medo. Essa defesa ocorre num local denominado "Cidade do Julgamento", construído à semelhança de muitas cidades americanas. A depender do resultado do julgamento, a pena pode ser reencarnar no planeta Terra ou, no caso de sucesso, num planeta mais adiantado.O filme recebeu críticas positivas na maioria das críticas e detém uma classificação de 97% no Rotten Tomatoes (baseado em 32 comentários).

## Elenco
- Albert Brooks - Daniel Miller
- Meryl Streep - Julia
- Rip Torn - Bob Diamond
- Lee Grant - Lena Foster
- James Eckhouse - dono do jipe
- Ethan Embry - Steve
- Buck Henry - Dick Stanley, advogado substituto de Daniel
- George D. Wallace - juiz de Daniel
- Lillian Lehman - juiz de Daniel
- S. Scott Bullock - pai de Daniel
- Carol Bivens - mãe de Daniel
- Susan Walters - esposa de Daniel
- Gary Beach - funcionário que vende carros

## Recepção
A Revista Variety classificou como "inventive e de leve capricho"<-- Traduzir in which Brooks has a "little fun with the Liliom idea of being judged in a fanciful afterlife, but he doesn't carry his conceit nearly far enough."--> Roger Ebert chamou de
"engraçado de um jeito caloroso, fuzzy" e um filme com um "final esplendidamente satisfatório, o que é incomum para um filme dirigido por Albert Brooks film." The New York Times chamou o filme de "o mais perceptivo e convincente desta recente onda de filmes carpe diem; uma referência para filmes como Dead Poets Society (1989), Field of Dreams (1989), e Ghost (1990). Richard Schickel escreveu:
Defending Your Life is better developed as a situation than it is as a comedy (though there are some nice bits,  the stand-up comedian asking Daniel how he died- "on stage, like you" and a hotel lobby sign that reads, WELCOME KIWANIS DEAD). But Brooks has always been more of a muser than a tummler, and perhaps more depressive than he is manic. He asks us to banish the cha-cha-cha beat of conventional comedy from mind and bend to a slower rhythm. His pace is not that of a comic standing up at a microphone barking one-liners, but of an intelligent man sitting down by the fire mulling things over. And in this case offering us a large slice of angel food for thought.
Sobre a resposta dos fãs ao longo dos anos, Brooks disse à Rolling Stone: "Eu recebi milhares e milhares de cartas de pessoas que tinham parentes que estavam morrendo, ou eles estavam morrendo, e o filme fez com que eles se sentissem melhor. Eu acho que é porque apresenta alguma possibilidade que não envolve nuvens e imagens fantasmagóricas".

## Prêmios e indicações
- Lista das melhores comédias estadunidenses segundo o American Film Institute, American Film Institute: - incluído[10]